# Саройская волость
Саройская волость — административная единица Кустанайского уезда Тургайской области Российской империи, позже Челябинской губернии и Фёдоровского уезда Кустанайской губернии. Создана во второй половине XIX века. Преимущественно казахская кочевая и степная волость.

## География
Волость была расположена на северо-западе Кустанайского уезда, занимала северную часть современного Карабалыкского района. На территории волости располагались казачьи "анклавы" Оренбургской губернии. Волость с севера примыкала к существовавшей в середине XVIII-начале XIX веков Уйской линии. Волостным центром местное население считало город Троицк, находящийся в Челябинском уезде. До 1914 года на севере и западе волость граничила с волостями Челябинского уезда Оренбургской губернии, на востоке граничила с Киньаральской волостью, на юге с Карабалыкской волостью. В 1910-х годах площадь волости стала уменьшаться за счет образования новых волостей на ее территории - Станционной, Ново-Троицкой и др.

## История
На территории Саройской волости в XIX веке проживали казахи и казаки пограничной линии. В XIX веке основаны поселки Ново-Троицкий, Фадеевский, Кордонный, Пригородный, Веселый Кут, Станционный. К 1915 году из состава волости будут выделены Станционная, Пешковская, Надеждинская волости. Жители разукрупненной Саройской волости (1915) принимали участие в Первой мировой войне. Известны имена тридцати уроженцев волости, принявших в ней участие